# Zygosphen-Zygantrum-Gelenk
Das Zygosphen-Zygantrum-Gelenk ist ein zusätzliches Gelenk zwischen den Wirbeln, das bei verschiedenen Reptilien aus der Gruppe der Lepidosauromorpha auftritt. Dieses Zapfengelenk wird gebildet durch einen nach vorne gerichteten keilartigen Fortsatz, dem Zygosphen, der in eine rückseitige Vertiefung des vorangehenden Wirbels passt, dem Zygantrum. Das Zygosphen befindet sich zwischen den Präzygapophysen auf der Vorderseite des Wirbelbogens, während das Zygantrum zwischen den Postzygapophysen auf der Rückseite des Wirbelbogens sitzt.
Dieses Gelenk tritt bei Schlangen, Echten Eidechsen, Schienenechsen, Zwergtejus sowie in einigen Leguanen und Gürtelschweifen auf. Schwächer ausgeprägt ist es auch bei den Brückenechsen vorhanden. Daneben findet es sich bei einigen rein fossilen Gruppen wie den Plesiosauriern, den Nothosauriern und den Pachypleurosauriern. Es fehlt bei den heutigen Waranen, war aber bei fossilen Vertretern dieser Gruppe vorhanden.
Das Zygosphen-Zygantrum-Gelenk dient der Stabilisierung der Wirbelsäule. Es erlaubt horizontale und vertikale Bewegungen der Wirbelsäule, verhindert aber, dass sich die einzelnen Wirbel gegeneinander verdrehen.

## Belege
1. ↑  
Gunde Rieger, Wilfried Westheide: Spezielle Zoologie. Teil 2: Wirbel- oder Schädeltiere. Springer, 2009, ISBN 978-3-8274-2039-8, S. 381.
2. ↑  
Jack M. Callaway, Elizabeth L. Nicholls: Ancient Marine Reptiles. Academic Press, 1997, ISBN 0-08-052721-3, S. 125.
3. ↑  
Richard Estes, Kevin de Queiroz, Jacques Gauthier: Phylogenetic Relationships within Squamata. In: Richard J. Estes (Hrsg.): Phylogenetic Relationships of the Lizard Families: Essays Commemorating Charles L. Camp. Stanford University Press, 1988, ISBN 0-8047-1435-5, S. 166.
4. ↑  
Michael J. Benton: Vertebrate palaeontology. 3. Auflage. Blackwell Science, 2005, ISBN 0-632-05637-1, S. 150.
5. 1 2  
Alfred Sherwood Romer: Osteology of the Reptiles. The University of Chicago Press, Chicago/ London 1956, ISBN 0-226-72487-5, S. 256.